# TG4
TG4 (TG Ceathair) é um canal de serviço público de televisão da República da Irlanda com cobertura nacional, dirigido ao público de língua irlandesa. É dirigido pela corporação pública "Teilifís na Gaeilge".
Començou as suas emissões a 31 de outubro de 1996 como Teilifís na Gaeilge (TnaG) e até 2007 esteve sob a gestão de uma empresa subsidiaria de RTÉ, o grupo de radiodifusão pública nacional. Entre os seus objetivos está o serviço público e difusão da língua irlandesa.
Faz parte da União Europeia de Radiodifusão desde julho de 2007.